# 吕春石
吕春锡，（韓語：려춘석，1930年3月—），又译吕春石，朝鮮民主主義人民共和国（北朝鮮）軍人、政治人物。朝鲜人民军大将。

## 简历
1975年9月任朝鲜人民军第5军参谋长。2880年任朝鲜人民军第9军首任军长。1984年担任朝鲜人民军第4军军长。1992年4月担任朝鲜人民军第7军军长。1997年11月任人民武装力量部副部长。后担任人民武装力量省副相（1999.9－2000.9）。人民武装力量部副部长（2000.9－2008.2）。2002年4月晋升大将。2008年2月任金日成军事综合大学校长